# Jiquirizeiro
Jiquirizeiro (Piptadenia viridiflora) ou jequirizeiro, também chamado calumbi de boi é uma espécie de leguminosa da família Fabaceae. Essa árvore é distribuída pelo México, Venezuela, Peru, Brasil, Bolívia, Colômbia, Argentina (província de Salta) e Paraguai. É uma espécie cianogênica que envenena animais vertebrados.

## Nomes comuns
- Surucucu, cari-cari ou llana quisca na Bolívia;[4]
- Jiquirizeiro, jequirizeiro, espinheiro, icarapé, jacinto, soroca ou surucucu no Brasil;[4]
- Jarca ou vilcarán na Argentina.[4]

## Propriedades
Foi relatado que extratos de folhas de P. viridiflora estão associados a uma redução significativa do desenvolvimento larval do parasita Haemonchus contortus em ovinos. A planta tem um potencial anti-helmíntico e causa a inibição da eclosão dos ovos desse parasita.